# Opistophthalmus concinnus
Espèce
Opistophthalmus concinnus est une espèce de scorpions de la famille des Scorpionidae.

## Distribution
Cette espèce se rencontre en Afrique du Sud, au Botswana et en Namibie.

## Description
Le mâle holotype mesure 46,0 mm, les mâles mesurent de 29,5 à 46,0 mm et les femelles de 27,8 à 47,6 mm.

## Publication originale
- Newlands, 1972  : Notes on psammophilous scorpions and a description of a new species (Arachnida:Scorpionides). Annals of the Transvaal Museum, vol. 27, no 12, p. 241–254 (texte intégral).